# Tipula (Eumicrotipula) legitima
Tipula (Eumicrotipula) legitima is een tweevleugelige uit de familie langpootmuggen (Tipulidae). De soort komt voor in het Neotropisch gebied.